# بيت الصريمي (البيضاء)
بيت الصريمي هي إحدى قرى الجمهورية اليمنية. تتبع جغرافيا لمحافظة البيضاء و إداريًا لمديرية الرياشيه. يبلغ تعداد سكانها 1941 نسمة حسب الإحصاء الذي أجري عام 2004.